# Смолино (Смоленская область)
Смолино — деревня в Смоленском районе Смоленской области России. Входит в состав Волоковского сельского поселения. Население — 5 жителей (2007 год). 
Расположена в западной части области в 39 км к северо-западу от Смоленска, в 14 км севернее автодороги А141 Орёл — Витебск, на берегу реки Клёц. В 12 км южнее деревни расположена железнодорожная станция Поселковая на линии Смоленск — Витебск. 

## История
В годы Великой Отечественной войны деревня была оккупирована гитлеровскими войсками в июле 1941 года, освобождена в сентябре 1943 года. 